# Jean Mihail (regizor)
Jean Mihail (numele inițial Jean Mihailovici, n. 5 iulie 1896, Hălăucești, județul Roman – d. 12 martie 1963, București) a fost un regizor de film, scenarist și scriitor român de origine evreiască.

## Biografie

### Primii ani
Data nașterii diferă în funcție de surse, fiind menționate variantele de 9, 6 sau 5 iulie 1896, în Hălăucești, Roman, cu numele Jean Mihailovici și fiind de origine evreiască. Tatăl său, Max Mihailovici, a fost comerciant. A absolvit cursurile școlii primare în localitatea natală, studiile liceale la Liceul „Roman Vodă”, din Roman, apoi cele universitare în București, la Conservatorul de Artă Dramatică, la clasa lui Constantin I. Nottara, promovând în 1919.

### Perioada interbelică

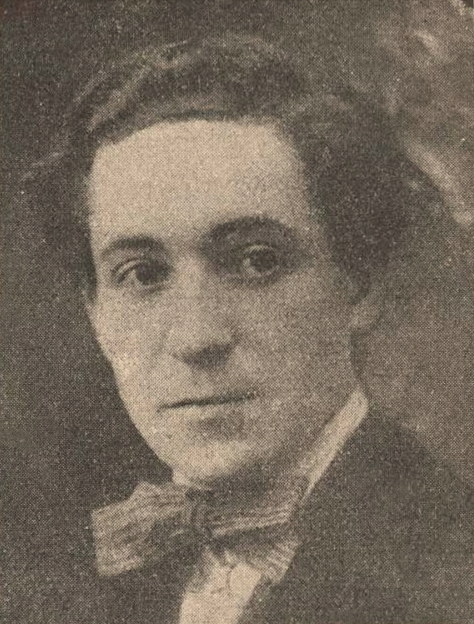
Regizorul în 1925

Dedicat artei cinematografice, a făcut călătorii de studiu în Germania și Franța. În 1920 s-a dus la Studioul Vita-Film⁠(d) din Viena și lucrat până în anul 1923 ca asistent de regie al lui Max Neufeld⁠(d) și Eduard Seckler. A debutat în 1923, ca regizor secund al lui Alfred Halm⁠(d) cu Țigănușa de la iatac. S-a remarcat ca pionier al artei cinematografice românești.
În 1928, la producția filmului Povara, acesta s-a deplasat la Viena pentru filmarea unei scene cu carnaval în aer liber, imposibil de filmat în București întrucât nu s-au putut procura figurația, costumele de bal mascat și recuzita necesară. În Viena s-a realizat și decupajul filmului.

#### Îndepărtarea din cinematografie
În aprilie 1935, ziarul Partidului Național Creștin (PNC), Țara Noastră, care se adresa și Marelui Stat Major al Armatei Române, a menționat că:
- Jean Mihail, ca director al societății cinematografice Intra-film, a produs un film despre banditul Gheorghe Coroi, producție catalogată de organul PNC ca fiind „[un film] rușinos” și „care tinde să ne arate în fața străinătății drept o țară de gangsteri și de tâlhari de drumul mare”. Regizorul a fost încadrat ca „evreu-comunist”,[10] „spion”,[11] cu declarația că „Nu credem să fi existat vreodată un om mai nefast pentru vreo ramură oarecare de activitate, cum s’a dovedit a fi fost pentru cinematograful românesc Jean Mihail.”;[10]
  - societatea Intra-film, falimentară, a fost înființată după ce Alexandru Mavrodi⁠(d) a instituit taxa de 10 lei per metrul de film importat și taxa de un leu per fiecare bilet de cinematograf, pentru fondul național necesar creării unei industrii naționale de cinematografie. Anumiți deputați au format primul consiliu de administrație și au obținut o subvenție semnificativă pentru societate.[10]
- În condițiile noii industrii, unde ar fi putut realiza lucruri pozitive, tot regizorul a fost acuzat că a fost complet responsabil de lipsa unei industrii naționale de film, prin a escroca cinemaști entuziaști de bani;[10]
- a fost pregătit în meseria cinematicii la Budapesta;[10]
- regizorul ar fi fost apropriat de doi maghiari cu care parcurgea țara și filma diferite zone, precum munți, poziții strategice, forturi și unități militare, materialele fiind trimise la atelierele unor iredentiști din Budapesta, care fuseseră în serviciul de spionaj al Ungariei în timpul Primului Război Mondial.[10] Ca precedent s-a dat cazul din 1914, când la Brăila sau Galați ar fi fost înființat un laborator cinematografic condus de către tatăl unui laborant care a ajuns să conducă ulterior serviciul cinematografic din Direcțiunea Educației Poporului. În laborator lucrau câțiva operatori germani, care și aceștia fotografiau elemente strategice, și de unde trimiteau negativele la Berlin. După intrarea României în Primul Război Mondial, Imperiul German ar fi avut o arhivă documentară bine pusă la punct despre țară.[11]

În regimul lui Ion Antonescu, din cauza originii evreiești, a fost îndepărtat din cinematografie.
Ecaterina Oproiu în postfața volumului Proiecții în timp, Editura Sport-Turism, 1982, unde au fost adunate memoriile cinematografice ale regizorului Paul Călinescu, sublinia că „Paul Călinescu, împreună cu Jean Georgescu și Jean Mihail au format un triumvirat (pentru cinematograful nostru) istoric. Ei au fost punctul de plecare al noii noastre cinematografii. Ei sunt principalii depozitari ai secretelor unei bresle urmărită de neșansă, dar niciodată resemnată. Deși abia quadragenari în '44, ei erau deja «vechea gardă», trăsătura de unire între un trecut din cale afară de oropsit și un viitor care se declara luminos, dar lumina lui aparținea încă unei nebuloase.”
În perioada de tranziție postbelică, în anii 1930–1948, producția de filme documentare românești a fost foarte activă, făcând abstracție chiar de activitatea regizorilor Paul Călinescu, Jean Georgescu, Jean Mihail sau celor formați de școala de sociologie. Jean Mihail a realizat filmul publicitar Adevărul, în aceeași perioadă când Tudor Posmantir a regizat «Universul» – cum se face un ziar. În perioada 1933–1934 a regizat documentarul Jocuri din Suceag.

### Perioada postbelică

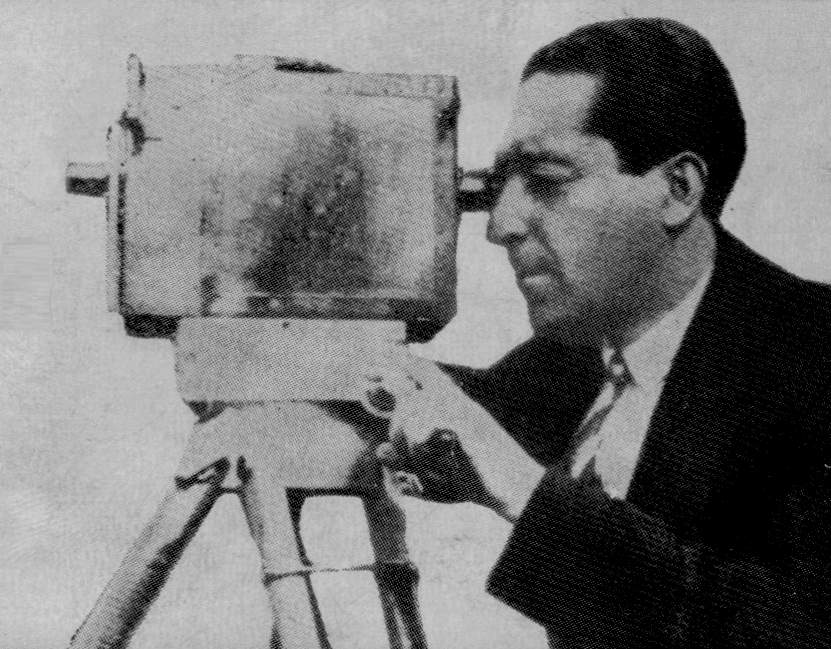
Regizorul Jean Mihail la lucru

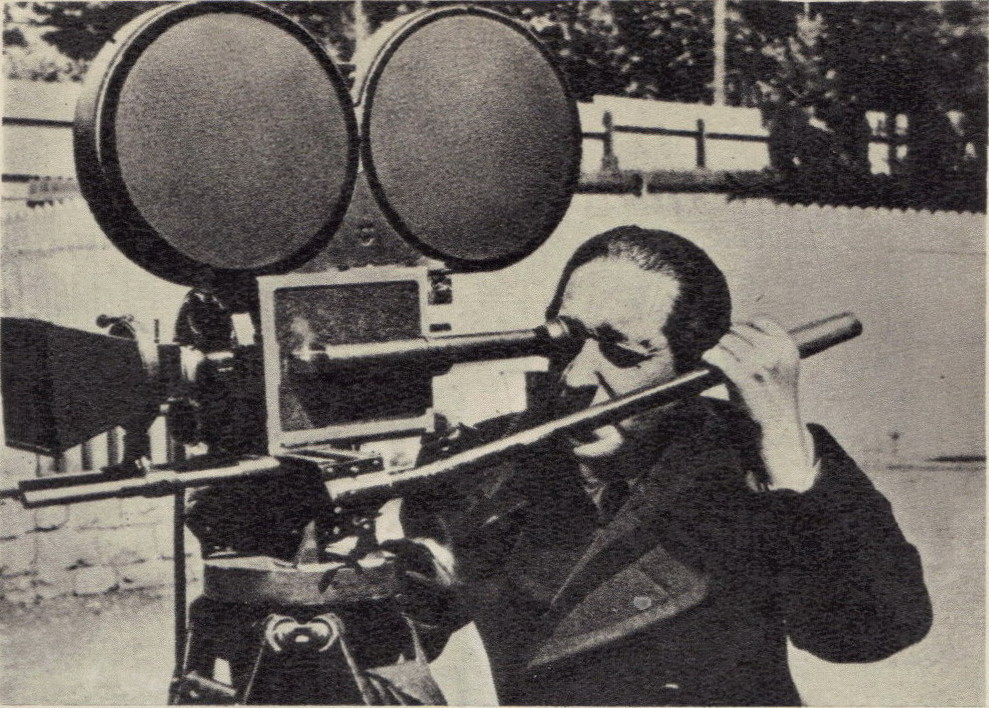
Regizorul Jean Mihail la lucru

În 1945, în contextul în care împotriva lui Jean Georgescu a existat o campanie violentă de presă orchestrată de periodicul cultural Bis, care l-a numit „un gropar al filmului românesc” care „blochează” studioul Oficiului Național Cinematografic (ONC) cu o peliculă ce „nu se mai termină”, atribuindu-i regizorului diverse defecte, în Filmul românesc de altădată (1967), Jean Mihail l-a lăudat ca persoană și a prezentat rezultatele pozitive în filmele regizate Visul unei nopți de iarnă și O noapte furtunoasă.
Din anii 1950, regizorul a realizat două filme de lungmetraj: Brigada lui Ionuț (difuzat în premieră în mai 1954) și Râpa dracului (cu premiera în martie 1957).
„Atât în Brigada lui lonuț cât și în Râpa dracului am avut prilejul să atac subiecte care – cu toate imperfecțiunile pe drept remarcate ale scenariilor și ale regiei – aveau meritul de a înfățișa în film locuri și oameni ce nu apăruseră încă în cinematografia noastră: Valea Jiului – cu minerii ei și codrii Moldovei – cu munca pădurarilor săi. Aveam astfel satisfacția de a putea prezenta, în scene cu caracter aproape documentar, munca și chipul oamenilor din aceste locuri și, în același timp, de a lua contact cu sufletul și reacțiile lor.”—Jean Mihail, Filmul românesc de altădată (1967)
Primul film, cu scenariu de Mihail Leonard, a tratat subiectul sporirii productivității muncii, prin crearea unui încărcător care ușurează munca în abataje, însă un inginer de tip vechi și părtașii lui infami sabotează în diferite moduri invenția, inclusiv prin surparea abatajului în care muncea brigada fruntașă. Însă eroul Ionuț nu renunță, și cu ajutorul organizației de partid și forța colectivului, invenția este implementată. Al doilea, cu scenariu de Dragoș Vicol, a prezentat un conflict sentimental cu o țărancă tânără care fuge de acasă în noaptea nunții și sosește pe un șantier forestier din munții Bucovinei unde se formează în motoristă și pădurar. În același timp, chiaburul părăsit la nuntă nu renunță la nevasta tânără. Conflictul de clasă prezintă sabotaje, acțiuni criminale și planuri diabolice ale chiaburului în recâștigarea nevestei. Deși după propriile declarații cu intenții pure, ambele filme promovau mentalitatea stalinistă și proletcultistă și aveau subiecte tragice. Însă, filmele au stârnit interesul prin virtuțile documentare, specific neorealismului regizorului, prin secvențe cu caracter emoțional, și prin imaginile dramatice surprinse de operatorul Ion Cosma, cu care regizorul a colaborat la ultimele sale filme.
În perioada 1950 și 1952 a fost profesor la Institutul de Artă Teatrală și Cinematografică din București.
De-a lungul timpului s-a remarcat ca regizor de film, scenarist și scriitor.
A murit în 12 martie 1963, în București.

## Filmografie
Regizor
- Păcat (1924)
- Manasse (1925)
- Cererea în căsătorie
- Lia (1927)
- Povara (1928)
- Viața unui oraș (1929)
- Televiziune - Ce va fi mâine (1930)
- Aur (1931)
- Prima dragoste (1932)
- Trenul fantomă (1933)
- România 1934 (doc., 1934)
- CFR O simfonie a muncii (doc., 1938)
- Rapsodia Rustică (1945)
- De vorbă cu frații plugari (1945)
- Poporul român în lupta pentru democrație (1946)
- La clacă (1946)
- În permisie (1946)
- Cu fruntea-n soare (doc., 1948)
- Orașul nu doarme niciodată (1949)
- Bulevardul „Fluieră vântu” (scurtmetraj, 1950)
- Aniversarea lui Pușkin (1950)
- Brigada lui Ionuț (1954)
- Râpa dracului (1957)

Scenarist
- Parada melodiilor (1936)
- Un an de activitate ARLUS (1945)
- Copiii noștri (1946)
- Naționalizarea (1948)
- Cupa tineretului muncitor (1949) scenariu

## Cărți publicate
- Filmul românesc de altădată, Editura Meridiane, București, 1967

## Distincții
- Ordinul „Meritul Cultural”, clasa I, „pentru servicii aduse artei cinematografice”, primul cineast decorat de noul regim comunist.[5]